# De Gelaarsde Poes
De Gelaarsde Poes is een musicalvoorstelling van het Ro Theater uit 2015 waarvan in 2017 een televisieregistratie werd gemaakt door de VPRO. Het is een bewerking van De gelaarsde kat, geschreven door Don Duyns en met liedjes van voornamelijk Michael Jackson. Een aantal acteurs speelt meerdere rollen.

## Plot
Molenaarszoon Jaap doet zich op aanraden van de gelaarsde poes voor als markies om een prinses te kunnen trouwen.

## Rolverdeling
Rolverdeling van de televisieregistratie:
- Maarten Heijmans: gelaarsde poes
- Alex Klaasen: reus Benjamin, Mi Tong, lakei
- Dick van den Toorn: koning, moeder van de reus
- Tom van Kalmthout: Jaap
- Arjan Ederveen: James Blond, moeder van Jaap
- Wart Kamps: hofnar
- Daan Colijn: fee, lakei, prinsessenzusje
- Keja Klaasje Kwestro: prinses Wendy
- Steyn de Leeuwe: lakei, prinsessenzusje